# 威神V-KUN&XIAOJUN
威神V-KUN&XIAOJUN是韓國SM娛樂和中國威娛樂於2021年共同推出旗下中國男子組合，亦為WayV首支子團體小分隊。組合名稱由兩位成員的藝名KUN及XIAOJUN所組成，於2021年6月16日推出單曲專輯《Back To You》出道。

## 成员资料
| 錕   |  | Kun     | 钱锟   | Qian Kun    | 1996年1月1日 · 中国大陆福建省三明泰寧縣 | 中国 |
| 肖俊 |  | Xiaojun | 肖德俊 | Xiao De-Jun | 1999年8月8日 · 中国大陆廣東省東莞       | 中国 |

## 大事记

### 出道前
2019年4月12日，錕和肖俊曾在威神V出道之初推出的“Rainbow V”項目中，翻唱方大同版本的《紅豆》，2020年，與周覓合唱單曲《在你身旁（I’ll Be There）》。

### 出道
2021年6月11日，官方宣布錕和肖俊將組成威神V首支小分隊，以WayV-KUN&XIAOJUN的名義於6月16日發行首張單曲專輯《Back To You》。6月16日，公開主打曲《這時煙火（Back To You）》MV以及全專音源。

## 音樂作品

### 單曲專輯
| 專輯 | 專輯資料                                                     | 曲目                                                                            |
| 1st  | 《Back To You》 - 發行日期：2021年6月16日 - 語言：中文、英文 | 曲目 1. 這時煙火（Back To You） 2. 夜未眠（Sleepless） 3. Back To You（英文版） |

## 影視作品

### 音樂錄影帶
| 發佈日期      | 歌曲名稱                | 專輯            |
| ------------- | ----------------------- | --------------- |
| 2021年6月16日 | 這時煙火（Back To You） | 《Back To You》 |
| 2021年6月23日 | Back To You             | 《Back To You》 |

## 外部連結
| 组合 - YouTube上的WayV頻道 - WayV_official的新浪微博（中文） - WayV的Facebook專頁（中文）（）（英文） - WayV的X（前Twitter）（中文）（英文） - WayV的Instagram帳戶（中文）（）（英文） - WayV （页面存档备份，存于）的V LIVE頻道 - WayV的哔哩哔哩个人空间 - WayV的TikTok - WayV的抖音 | 成員個人Weibo（中文） - 锟的新浪微博 - 肖俊的新浪微博 成員個人Instagram - 锟的Instagram帳戶 - 肖俊的Instagram帳戶 |